# Nemertesia cylindrica
Nemertesia cylindrica är en nässeldjursart som först beskrevs av Gustav Heinrich Kirchenpauer 1876.  Nemertesia cylindrica ingår i släktet Nemertesia och familjen Plumulariidae. Inga underarter finns listade i Catalogue of Life.